# Dún Laoghaire-Rathdown
Dún Laoghaire-Rathdown (irl. Contae Dún Laoghaire-Ráth an Dúin) – hrabstwo w Irlandii. Do roku 1993 południowa część hrabstwa Dublin. Dodatkowo w roku 1994 do hrabstwa Dún Laoghaire-Rathdown zostały włączone tereny: Corporation of Dun Laoghaire, Deansgrange Joint Burial Board oraz część południowo-wschodnia hrabstwa Dublin.

## Geografia
Dun Laoghaire-Rathdown od północy graniczy z hrabstwem Dublin, od południa z hrabstwem Wicklow, a od zachodu z hrabstwem Południowy Dublin.

## Symbole

### Herb
Tarcza herbowa jest srebrna i posiada zieloną krokiew. Na tarczy położona jest dębowa gałąź (po prawej), koniczyna (po lewej), oraz ożaglowana łódź na biało-błękitnych falach (krokiew). Krokiew przykryta jest złotą koroną, nawiązującą do króla Laoghaire, arcykróla Irlandii z XV wieku.
Dewiza Hrabstwa Dun Laoghaire-Rathdown brzmi: irl. Ó Chuan go Sliabh – w wolnym tłumaczeniu „od portu po góry”.

### Flaga
Używanymi obecnie barwami są barwy tradycyjnego hrabstwa Dublin: błękit i granat oraz flaga prowincji Leinster: złota harfa w zielonym polu.

## Administracja
Centrum administracyjne znajduje się w mieście Dún Laoghaire. Hrabstwo podzielone jest na sześć lokalnych okręgów wyborczych (ang.Local Electoral Areas – LEAs). W okręgach wyborczych wybierana jest 28-osobowa rada hrabstwa (ang. County Council) w następujących proporcjach: Ballybrack (6), Blackrock (4), Dundrum (6), Dun Laoghaire (6), Glencullen (3), Stillorgan (3).

## Transport
Poprzez hrabstwo biegnie linia dublińskiej podmiejskiej kolei DART oraz linia kolejowa Iarnród Éireann z połączeniami Intercity. Komunikacja autobusowa na obszarze hrabstwa jest obsługiwana przez Dublin Bus (połączenia lokalne), Bus Éireann (połączenia międzymiastowe), oraz mniejsze przedsiębiorstwa transportowe (połączenia lokalne i międzymiastowe). Zielona linia tramwajowa Luas kończy bieg w dzielnicy Sandyford. Na rok 2015 planowane jest przedłużenie tej linii do Bray w hrabstwie Wicklow. Port promowy w Dún Laoghaire łączy Irlandię z portem w Holyhead (Walia).